# (6487) Tonyspear
(6487) Tonyspear (1991 GA1) – planetoida z grupy przecinających orbitę Marsa okrążająca Słońce w ciągu 3,62 lat w średniej odległości 2,36 j.a. Odkryta 8 kwietnia 1991 roku.